# Chorzele
Chorzele là một thị trấn thuộc huyện Przasnyski, tỉnh Mazowieckie ở trung-đông Ba Lan. Thị trấn có diện tích 18 km². Đến ngày 1 tháng 1 năm 2011, dân số của thị trấn là 2793 người và mật độ 160 người/km².